# Novo Testamento
Novo Testamento (do grego: Διαθήκη Καινὴ, Kaine Diatheke), também chamado de Nova Aliança, é a coleção de livros que compõe a segunda parte da Bíblia cristã, definidos pela Igreja Católica no concilio de Hipona em 393 d.C entre centenas de livros denominados apócrifos, sendo que a primeira parte é chamada pelos cristãos de Antigo Testamento. O Novo Testamento apresenta os ensinamentos e a pessoa de Jesus, bem como os eventos originários do cristianismo do primeiro século. Os cristãos consideram o Antigo e o Novo Testamento como uma mesma escritura sagrada.
O Novo Testamento é uma coleção de textos cristãos originalmente escritos em grego koiné.[carece de fontes?] Em quase todas as tradições cristãs atuais o Novo Testamento consiste de 27 livros.

## Coleção
Fazem parte dessa coleção de textos as 13 cartas do Apóstolo Paulo (maior parte da obra), os evangelhos de Mateus, Marcos, Lucas e João (narrativas da vida, ensino, morte e ressurreição de Jesus Cristo, conhecidos como os Quatro Evangelhos), Atos dos Apóstolos (narrativa do ministério dos Apóstolos e da história da Igreja primitiva), epístola aos Hebreus, além das epístolas 1 Pedro, 2 Pedro, 1 João, 2 João, 3 João, Judas e Apocalipse.
Nem todos esses livros foram aceitos imediatamente pelos primeiros cristãos. Alguma dessas cartas foram contestadas na antiguidade (antilegomena), como Apocalipse de João e algumas Epístolas menores (2 Pedro, Judas, Tiago, 2 João e 3 João). Entretanto, gradualmente eles se juntaram a coleção já existente que era aceita pelos cristãos, formando o cânone do Novo Testamento. Outros livros, como o Pastor de Hermas, a epístola de Policarpo, as de Inácio e as de Clemente (I e II Clemente), circularam na coleção antiga de livros que era aceita por algumas comunidades cristãs. Porém, esses livros foram excluídos do Novo Testamento pela Igreja primitiva.
Apesar do Cânone do Antigo Testamento não ser aceito uniformemente dentro do cristianismo (católicos, protestantes, ortodoxos gregos, eslavos e armênios divergentes quanto aos livros incluídos no Antigo Testamento), os 27 que formam o Cânon do Novo Testamento foram aceitos quase que universalmente dentro do cristianismo, pelo menos desde o século III. As exceções são o Novo Testamento da Igreja Ortodoxa da Etiópia, por exemplo, que considera autêntico o Pastor de Hermas (século II) e a Peshitta, Bíblia da Igreja Ortodoxa Síria, utilizada por muitas Igrejas da Síria, que não inclui o Apocalipse de João na lista de livros inspirados.

## Livros do Novo Testamento
Os 27 livros do Novo Testamento foram escritos em diversos lugares e por autores diferentes que classificaram seus escritos como inspirados, ao lado dos escritos do Antigo Testamento. Entretanto, diferente do Antigo Testamento, o Novo foi produzido em um curto espaço de tempo, durante menos de um século. Esses livros eram respeitados, colecionados e circulavam na igreja primitiva como Escrituras Sagradas. O fato desses livros terem sido lidos, citados, colecionados, e passados de mão em mão dentro das igreja do início do cristianismo, assegura que a Igreja Primitiva os tinham como proféticos ou divinamente inspirados desde o começo. A divisão do Novo Testamento em seções e versículos é atribuída a Amônio de Alexandria, do século III, e a Eutálio de Alexandria, no século V d.C., que continuou o trabalho de Amônio.

### Evangelhos
A palavra Evangelho vem do grego e significa "Boas Novas". Eles referem-se ao nascimento do Messias prometido. Cada um dos quatro evangelhos do Novo Testamento narra a história da vida, da morte e da ressurreição de Jesus de Nazaré. Esses evangelhos são composições anônimas que levam o nome dos seus autores no título. Assim, no século II esses livros eram denominados na seguinte fórmula: "O Evangelho de..." ou "O Evangelho segundo..." (Em grego: τὸ εὐαγγέλιον κατὰ ...) + nome do evangelista que foi o autor do evangelho. Todos os quatro evangelhos foram reunidos logo após o Evangelho de João ter sido escrito. A coleção de quatro livros era conhecida como "O Evangelho" no começo do segundo século. Assim, o cristianismo primitivo sempre aceitou esses evangelhos porque conheciam seus autores. Os evangelhos de Mateus, Marcos e João parecem ter sido escritos como biografias, seguindo o modelo da antiguidade, enquanto Lucas e Atos parece ter sido composto como uma monografia histórica em dois volumes. São eles:
- Evangelho de Mateus - atribuído ao apóstolo Mateus. Este evangelho começa com a genealogia de Jesus e a história do seu nascimento. Termina com o comissionamento dos discípulos por Jesus depois de ressuscitado. O principal objetivo do evangelho de Mateus é mostrar para os judeus que Jesus era o Messias. Apesar dos vários debates sobre sua datação, ele provavelmente foi escrito depois da morte de Jesus (31 d.C.) entre os anos 50-65 d.C..[12] Era considerado o manifesto da Igreja de Jerusalém e, por conseguinte, o documento fundamental do início da fé cristã.[13]
- Evangelho de Marcos - atribuído a Marcos, o Evangelista. Marcos não era um dos doze apóstolos de Jesus, mas foi um dos ajudantes de Paulo e depois de Pedro.[14] Segundo os pais da igreja, o evangelho de Marcos foi escrito com base no ensino do apóstolo Pedro, depois de uma palestra feita em Roma para os pagãos por volta do ano 65 d.C..[15][16][17] Este evangelho começa com a pregação de João Batista e o batismo de Jesus. Alguns manuscritos antigos não trazem os versículos 9-20 do último capítulo.[18] Outros manuscritos apresentam finais diferentes.[19]
- Evangelho de Lucas - atribuído a Lucas, que também não foi um dos doze apóstolos, mas é mencionado no Novo Testamento como companheiro do apóstolo Paulo (II Timóteo 4:11) e médico (Colossenses 4:14).[20] O autor não foi testemunha ocular das coisas que registrou, mas fez uma minuciosa investigação com essas pessoas que presenciaram os fatos contidos nesse evangelho (Lucas 1:1-4). Ele é dirigido para alguém chamado Teófilo, que até hoje é desconhecido. Este evangelho começa com histórias paralelas do nascimento e da infância de João Batista e Jesus e termina com as aparições de Jesus ressuscitado e sua ascensão ao céu. Seu objetivos era contar a história de Cristo a partir dessas testemunhas oculares. Foi escrito provavelmente no ano 63 d.C.[21]
- Evangelho de João - atribuído ao apóstolo João, filho de Zebedeu. Este evangelho começa com um prólogo filosófico e termina com as aparições de Jesus ressuscitado. Foi escrito no final do século I[22] e tinha como objetivo complementar de diversas maneiras o registro que tinha sido fornecido sobre a história de Jesus pelos outros três evangelistas.[23]

Os três primeiros evangelhos listados acima são classificados como os Evangelhos sinópticos. Isso porque eles contêm relatos semelhantes da vida e ensino de Jesus. Esses três evangelhos possuem várias dependências literárias. Há várias possíveis explicações para sua formação: Há quem afirme que o evangelho mais antigo seria o de Marcos, cuja data de escrita costuma ser calculada entre os anos 55 e 65 d.C. e pode ter servido de fonte sobre a vida de Jesus para Mateus e Lucas. Outra corrente de estudiosos mais liberais afirma que eles foram escritos com base em uma Fonte “Q” (de quelle, que significa "fonte" em língua alemã) que é desconhecida até os dias de hoje; Ou então com base no Evangelho segundo os Hebreus (65-100 d.C.), que sobreviveu apenas em fragmentos encontrados nas citações feitas por vários pais da igreja primitiva. Uma terceira explicação para a dependência literária dos evangelhos sinóticos afirma que o evangelho de Mateus foi escrito primeiro. Depois, Lucas utilizaria o evangelho de Mateus e o Evangelho segundo os Hebreus, além de outros evangelhos que circulavam na época. Por fim, o evangelho de Marcos seria fruto de uma palestra que Pedro deu com base nos evangelhos de Mateus e de Lucas.
Já o Evangelho de João é estruturado de forma diferente dos evangelhos sinóticos e inclui histórias de vários milagres e palavras de Jesus que não são encontradas nos outros três evangelhos.
Esses quatro evangelhos foram unanimemente aceitos como parte do Cânon Sagrado do Novo Testamento. Porém, eles foram apenas alguns entre os muitos outros evangelhos cristãos. A existência de tais textos é mencionada no início do Evangelho de Lucas (Lc 1:1-4). Outros evangelhos, como os chamados "evangelhos judaico-cristãos" ou o Evangelho de Tomé, oferecem uma ajuda precisa para entender o contexto do cristianismo primitivo. Além disso, esses outros evangelhos que não foram incluídos no Cânon Sagrado podem fornecer alguma ajuda na reconstrução do Jesus histórico.

### História
- Atos dos Apóstolos - É a continuação do Evangelho de Lucas (At 1.1 e 2) e conta a história de como a mensagem cristã foi anunciada em Jerusalém, Samaria e as demais regiões do Império Romano (At 1.8). O autor é tradicionalmente identificado como Lucas, o Evangelista. Neste livro, destacam-se duas pessoas: Paulo e Pedro. Pedro dirige o trabalho cristão em Jerusalém, Samaria (At 1.12 – 8.25), Lida, Jope e Cesareia Palestina (At 9.32-11.18). Esse livro também trata da conversão do apóstolo Paulo (At 9) e de suas viagens missionárias pelo Império Romano (At 13-28). Examinando o estilo, a fraseologia e outras evidências internas, a maioria dos estudiosos atribui a Lucas a autoria desse evangelho. Ele foi escrito provavelmente antes da morte do apóstolo Paulo por Nero, por volta de 67-68 d.C.. Isso porque esse livro não cita a morte de Paulo, fato que seria muito relevante para a história cristã antiga.

#### Epístolas paulinas
As epístolas paulinas (ou Corpus Paulinum em latim) são cartas escritas pelo apóstolo Paulo. Essas epístolas tratam de pontos teológicos importantes para o desenvolvimento da doutrina cristã no cristianismo primitivo. Geralmente, essas epístolas foram escritas tanto para indivíduos, quanto para as primeiras comunidades cristãs que estavam se formando fora do território atual de Israel, nesse caso na capital do Império Romano, em cidades gregas, cidades frígias na Ásia Menor e até mesmo numa região habitada por um povo de etnia celta, a Galácia.
Podem ser divididas em:
Eclesiásticas:
- Romanos
- I Coríntios
- II Coríntios
- Gálatas
- Efésios
- Filipenses
- Colossenses
- I Tessalonicenses
- II Tessalonicenses

Pastorais:
- I Timóteo
- II Timóteo
- Tito

Pessoal:
- Filémon

### Hebreus
- Hebreus - Sua autoria é incerta. A ciência moderna rejeita ter sido escrita por Paulo. Até mesmo na antiguidade sua autoria foi debatida. Orígenes escreveu:

| “ | Os homens dos tempos antigos afirmaram que Paulo foi o autor, mas quem escreveu essa Epístola apenas Deus sabe. | ” |

O que se sabe é que ela foi escrita na segunda geração de cristãos (Hb 2.1-4) e após um intervalo considerável de tempo depois da conversão do destinatário (Hb 5.12). Assim, o livro de Hebreus parece ter sido escrito no final do ano 60 d.C.

#### Epístolas católicas (ou epístolas universais ou epístolas gerais)
Compreende as epístolas escritas para a igreja em geral. O termo "católico" [grego: καθολική, katholike, que significa "universal"] é usado para descrever essas cartas já nos manuscritos mais antigos onde essas cartas estão presentes. As cartas também são conhecidas como Epístolas Gerais.
- Epístola de Tiago - escrito por Tiago;
- Primeira Epístola de Pedro - escrita por Pedro;
- Segunda Epístola de Pedro - escrita por Pedro;
- Primeira Epístola de João - escrita por João;
- Segunda Epístola de João - escrita por João;
- Terceira Epístola de João - escrita por João;
- Epístola de Judas - escrita por Judas Tadeu.

#### Profecia
- Apocalipse - Último livro do Novo Testamento, o Apocalipse de João foi escrito pelo apóstolo João, filho de Zebedeu. Alguns sustentam a posição de que seu autor foi outro João, da cidade de Patmos. Mas a evidência interna aponta o autor do Evangelho de João e das três epístolas joaninas como seu autor. O livro começa com cartas para sete igrejas das província da Ásia. Depois toma a forma de um apocalipse, gênero literário popular tanto no judaísmo quanto no cristianismo antigo.

### Ordem dos livros
A ordem em que os livros do Novo Testamento estão ordenados difere entre algumas tradições eclesiásticas. A Bíblia protestante, por exemplo, segue a ordem da organização encontrada na Bíblia da Igreja Católica Romana. Entretanto, a ordem do Cânon de Lutero é diferente. Fora da Europa Ocidental, onde se encontra a maioria católica e protestante, a Bíblia está organizada em ordens diferentes: o Novo Testamento da Bíblia eslava, siríaca e etíope não seguem a mesma ordem que das Bíblias ocidentais.

## Extensão do Novo Testamento
Os livros que entraram no Cânon Sagrado do Novo Testamento não foram às únicas obras da literatura cristã escrito nos primeiros séculos de nossa era. O processo de canonização dos livros dessa parte das Escrituras começou cedo, com textos sendo explicitamente rejeitados já no tempo dos discípulos. Essa decisão não era necessariamente baseada em avaliações das ideias religiosas ou da teologia da obra em questão, e sim em uma série de fatores (ver: Cânon do Novo Testamento).

### Pseudepígrafos
Os livros que foram rejeitados pela igreja primitiva são chamados de pseudepígrafos. Eram livros considerados espúrios e heréticos pela igreja cristã dos século II e III, época em que surgiram esses textos. Nenhum pai da igreja, Cânon, ou Concílio declarou que qualquer um dos pseudepígrafos seria canônico. Eusébio, assim com a maioria dos pais da igreja, chamou esses livros de "totalmente absurdos e ímpios".
Os livros pseudepígrafos foram escritos por comunidades gnósticas, docéticas e ascéticas. Os gnósticos eram uma seita filosófica que ensinava que a matéria é má, além de negarem a encarnação de Cristo. Já os docetas ensinavam a divindade de Jesus, mas negavam sua humanidade; diziam que Ele só tinha a aparência de ser humano. Os ascéticos ensinavam que Cristo tinha uma única natureza, que era um fusão entre o divino e o humano.
Esses livros contém certa curiosidade sobre os fatos não relatados nos livros canônicos, como a infância de Jesus, por exemplo. Segundo Norman Geisler, existem cerca de 280 obras dessa natureza. Para os cristãos, o único valor que esses livros têm são históricos, pois revelam a crença e o contexto de seus autores.

### Apócrifos
Os livros apócrifos do Novo Testamento diferencia-se dos pseudepígrafos por gozarem de grande estima por pelo menos um dos pais da igreja. Entretanto, os apócrifos, na maior parte, não foram aceitos pela igreja cristã primitiva nem pelos pais primitivos e ortodoxos da igreja. Por isso, não foram considerados canônicos.
Alexander Souter define bem a autoridade desses livros ao afirmar que eles tiveram uma "canonicidade temporal e local". Ou seja, os apócrifos haviam sido aceitos por um número limitado de cristãos, durante um tempo limitado, sem contudo ter recebido um reconhecimento amplo ou permanente. Norman Geisler fornece três razões do por quê esses livros são importantes e faziam parte das bibliotecas devocionais e homiléticas da igreja primitiva:
- Revelam os ensinos da Igreja do século II;
- Fornecem documentação da aceitação dos 27 livros do NT;
- Fornece informações históricas a respeito da igreja primitiva.

## Idioma
Judeus e gentios utilizavam os mesmos idiomas para se comunicarem em Jerusalém na época de Jesus: aramaico, grego koiné, e até certo ponto, os dialetos coloquiais que constam no Talmude. É provável que todos os livros que formaram o Novo Testamento foram escritos em grego koiné, o dialeto vernáculo que na época era falado nas províncias romanas do Mediterrâneo Oriental. Estes livros foram posteriormente traduzidos para outros idiomas, principalmente, o latim, o siríaco e o copta. Entretanto, alguns alegam que o Evangelho de Mateus foi escrito em hebraico com base na seguinte declaração de Papias, citada no livro História Eclesiástica, de Eusébio:
| “ | Mateus compôs as declarações (ta logia) em um estilo hebraico (hebraidi dialekto), e cada um registrou como foi capaz. | ” |

Alguns interpretam que essa declaração mostra que o evangelho de Mateus foi escrito em hebraico. Entretanto, uma leitura cuidadosa demonstra que Papias afirma que o evangelho foi escrito "em um estilo hebraico", e não "na língua hebraica". Estudiosos como J. Kurzinger e David Alan Brack apoiam essa interpretação. O Comentário Bíblico Moody também defende esse posicionamento ao afirmar que:
| “ | Muitos explicaram a declaração de Papias, dizendo que se referia a uma forma original do aramaico do qual se traduziu o nosso evangelho grego. Mas o nosso texto grego não tem as marcas de uma tradução, e a ausência de qualquer traço de um original aramaico lança pesadas duvidas sobre tal hipótese. Goodspeed argumenta detalhadamente que seria contrario à prática grega dar uma tradução grega o nome do autor do original aramaico, pois os gregos apenas se preocupavam com aquele que passava a obra para o grego. Como exemplos (ele cita o evangelho de Pedro) e o Antigo Testamento grego, que foi denominado Septuaginta (os setenta) segundo seus tradutores, não segundo seus autores Hebreus. | ” |

Por isso, os estudos modernos sugerem que o Evangelho de Mateus foi composto em grego e não seria diretamente dependente de nenhuma tradução em uma língua semítica, embora a citação de textos do Antigo Testamento demonstra que o autor desse Evangelho sabia hebraico.
Todavia, ainda constam na mesma História Eclesiástica, a afirmação do próprio Eusébio e outras citações de importantes patriarcas da Igreja que confirmam que o Evangelho de Mateus foi escrito originalmente em hebraico:
| “ | ...de todos os discípulos, Mateus e João são os únicos que nos deixaram comentários escritos e, mesmo eles, foram forçados a isso. Mateus tendo primeiro proclamado o evangelho em hebraico, quando estava para ir também às outras nações, colocou-o por escrito em sua língua natal e assim, por meio de seus escritos, supriu a necessidade de sua presença entre eles." (Eusébio de Cesareia) | ” |

| “ | Segundo aprendi com a tradição a respeito dos quatro evangelhos, que são os únicos inquestionáveis em toda Igreja de Deus em todo o mundo. O primeiro é escrito de acordo com Mateus, o mesmo que fora publicano, mas depois apóstolo de Jesus Cristo, o qual, tendo-o publicado para os convertidos judeus o escreveu em hebraico" (Orígenes) | ” |

| “ | Mateus, de fato, produziu seu evangelho escrito entre os hebreus no dialeto deles..." (Irineu de Lyon) | ” |

Outros ainda afirmam que a Epístola aos Hebreus foi escrita em hebraico, sendo traduzida depois para o grego por Lucas. Essa possibilidade também não é sustentada pelos estudiosos modernos, que argumentam que a qualidade literária de Hebreus sugere que foi composta diretamente em grego, ao invés de ter sido traduzidos.
Outra questão importante também é notar que muitos livros do Novo Testamento, especialmente os evangelhos de Marcos e João, foram escritos em um grego relativamente "pobre". Eles estão distantes do refinado grego clássico encontrado nas composições feitas pela classe alta, elite governamental, e filósofos conceituados da época.
Uma minoria de estudiosos considera que a versão aramaica do Novo Testamento seria a original e acredita que o grego é apenas uma tradução. Este ponto de vista é conhecido como Primazia Aramaica.

## Etimologia do termo Novo Testamento
O uso do termo Novo Testamento para descrever a coleção de textos que fazem parte da Bíblia, originou-se do latim Novum Testamentum, que alguns acreditam ser uma tradução do grego Διαθήκη Καινή , e era usado com o significado de "último desejo ou testamento", conforme a tradução latina indica. O significado do termo aponta para um arranjo feito por um grupo que pode ser aceito ou rejeitado por outro grupo, embora esse não o possa alterar; e ele, quando aceito, une esses dois grupos de acordo com os termos ali contidos.
Esta frase grega encontra-se no próprio texto do Novo Testamento, onde é traduzido como "nova aliança". Aliança significa acordo ou contrato que envolve as duas partes que firmam algo. A frase também aparece mais cedo na Septuaginta (a tradução grega do Antigo Testamento). Em Jeremias 31:31, a Septuaginta usou essa frase grega para traduzir o original hebraico ברית חדשה (b e chadashah RIT). O termo hebraico é também traduzido geralmente como nova aliança.
E se no século II Tertuliano utiliza pela primeira vez na Grande Igreja os termos de Novum Testamentum (Novo Testamento) e Vetus Testamentum (Antigo Testamento) para designar uma coleção particular de livros que alguns acreditavam que incorporavam uma nova aliança, a realidade é que o termo Novo Testamento foi inventado por Marcião que propunha com o marcionismo dois deuses distintos, um no Antigo Testamento e outro no Novo Testamento, pelo que foi denunciada pelos Pais da Igreja e excomungado.
Por exemplo, em Contra Marcion, livro 3 e capítulo 14 (escrito no III século, em 208 d.C.), Tertuliano escreveu que "Isso pode ser entendido como o Verbo Divino, que é duplamente ligado com os dois testamentos da Lei e do Evangelho". No livro 4 do capítulo 6, complementou: "Pois é certo que todo o objetivo a que ele (Marcião) tem trabalhado arduamente, mesmo na elaboração de suas Antíteses ... é para que ele possa estabelecer uma diversidade entre o Antigo e o Novo Testamento, de modo que o seu próprio Cristo possa ser separado do Criador, como pertencentes a este deus rival e como estrangeiro da Lei e dos Profetas".
Lactâncio (séculos III e IV), autor cristão que escreveu em latim a obra Divino Instituto no início de século IV, relata no livro 4 e capítulo 20 o seguinte:
| “ | Mas toda a Escritura é dividida em dois Testamentos: o que precedeu o advento e da paixão de Cristo, isto é, a Lei e os Profetas, é chamado de Antigo Testamento. Mas as coisas que foram escritas após a Sua ressurreição são nomeadas Novo Testamento. Os judeus fazem uso do Antigo Testamento e nós do Novo. Mas os dois não são discordantes porque o Novo é o cumprimento do Antigo, e em ambos há o mesmo testador: Cristo, que, depois de ter sofrido a morte por nós, fez-nos herdeiros do Seu reino eterno (...). Como o profeta Jeremias testemunha quando fala coisas como: "Eis que dias vêm, diz o Senhor, que eu vou fazer um novo testamento para a casa de Israel e para a casa de Judá, não segundo a aliança que fiz com seus pais, no dia em que os tomei pela mão para tirá-los da terra do Egito, porque não continuou no meu testamento, e eu a desconsiderei, diz o Senhor" Jeremias 31:31-32] (...). Por Ele ter dito iria fazer um novo testamento para a casa de Judá, o Antigo Testamento, que foi dada por Moisés, não era perfeito. Mas sim o que era para ser dada por Cristo estaria completo. | ” |

A tradução da Vulgata do século V utiliza o termo testamentum em II Coríntios 3:6 e 14:
6 Que também nos fez caber ministros do novo testamento, não na letra, mas no espírito. Pois a letra mata, mas o espírito vivifica. (Douay-Rheims)
14 Mas os seus sentidos foram obscurecidos. Pois, até o dia de hoje, o véu escuro da leitura do Antigo Testamento, não foi tirado (pois em Cristo é anulada). (Douay-Rheims)
No entanto, a mais moderna tradução em Português da Bíblia, a Nova Versão Internacional, traduz esses versos do grego koiné da seguinte forma:
6 Ele nos capacitou para sermos ministros de uma nova aliança, não da letra, mas do Espírito; pois a letra mata, mas o Espírito vivifica.
14 Na verdade a mente deles se fechou, pois até hoje o mesmo véu permanece quando é lida a antiga aliança. Não foi retitado, porque é somente em Cristo que ele é removido.
Assim, é comum usar qualquer um desses dois termos em Português para traduzir: ou testamento ou aliança, mesmo que eles não sejam sinônimos.

## Formação do Cânon do Novo Testamento

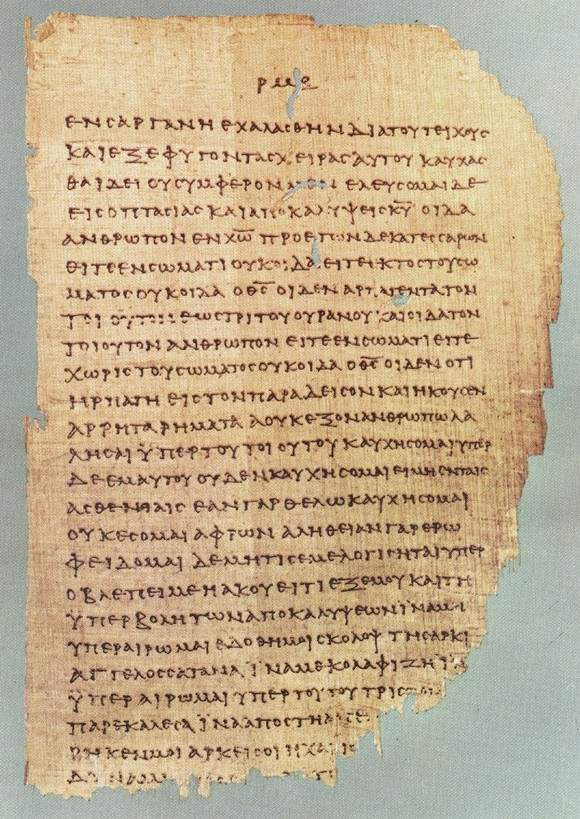
A folha de P46, um das primeiras coleções do século III das epístolas paulinas.

O cânon bíblico é o conjunto de livros que os cristãos consideram como divinamente inspirados, formando assim a Bíblia cristã. Embora a Igreja Primitiva usasse o Antigo Testamento de acordo com o cânon da Septuaginta (LXX), ao escrever os seus textos os apóstolos não pretendiam criar um conjunto definido de novas Escrituras, mesmo com o reconhecimento deles de que seus escritos eram divinamente inspirados.
Os critérios de canonicidade dos livros do Novo Testamento são cinco. O primeiro critério é a apostolicidade, ou seja, o livro deveria ter sido escrito por um dos apóstolos ou por autor que tivesse relacionamento com um dos apóstolos (imprimatur apostólico). O segundo critério é a universalidade, quando era impossível demonstrar a autenticidade apostólica, o critério de uso e circulação do livro na comunidade cristã universal era considerado para sua aferição canônica. O terceiro critério é a ortodoxia, ou seja, o livro deveria estar em conformidade com a doutrina cristã ortodoxa. O quarto critério é a antiguidade, ou seja, o livro deveria ter sido escrito no período apostólico. E o quinto critério é a inspiração divina.
O processo de canonização do Novo Testamento foi complexo e demorado. Caracterizou-se por uma coletânea de livros que a tradição apostólica considerou autoritária no culto e no ensino, e em consonância com o Antigo Testamento, além de serem relevantes para as situações históricas em que viviam. Contrário à crença popular, o cânon do Novo Testamento não foi sumariamente decidido em reuniões do Conselho da igreja, mas sim desenvolvido ao longo de muitos séculos.

Os escritos dos apóstolos circulavam entre as primeiras comunidades cristãs. As epístolas de Paulo estavam circulando já reunidas no final do primeiro século d.C.. Justino Mártir, no segundo século, menciona as memórias dos apóstolos, que os cristãos chamam de evangelhos e que eram considerados em pé de igualdade com o Antigo Testamento. Um cânone contendo os quatro evangelhos (os Tetramorph) já estava circulando na igreja no tempo de Ireneu em 160 d.C.. No início do século III, Orígenes de Alexandria talvez já tenha usado os mesmos 27 livros que compõe o Novo Testamento moderno, mas ainda havia disputas sobre a canonicidade do livro de Hebreus, de Tiago, de II Pedro, de II e III João e do Apocalipse. Essas obras cuja autenticidade era questionada são chamadas Antilegomena. Em contraste, os escritos que foram aceitos universalmente pela igreja desde meados do século II e que compõe hoje a maior parte do Novo Testamento são denominadas homologoumena. O fragmento de Muratori mostra que em 200 d.C. já existia um conjunto de escritos cristãos semelhante ao Novo Testamento atual.
Em sua carta de Páscoa de 367 d.C., Atanásio, bispo de Alexandria escreveu a primeira lista com os 27 livros que viriam a formar o Novo Testamento canônico. O Sínodo de Hipona em 393 d.C. aprovou o Novo Testamento tal como conhecemos hoje, juntamente com os livros da Septuaginta, uma decisão que foi repetida pelo Conselho de Cartago em 397 d.C. e em 419 d.C.. Esses conselhos foram liderados por Santo Agostinho, que considerava o cânone como algo já fechado. Da mesma forma, o Papa Dâmaso I comissionou Jerônimo de Estridão a fim de organizar a edição Latina da Vulgata em 383 d.C., o que foi fundamental para a fixação do cânon do Ocidente. Em 405 d.C., o Papa Inocêncio I mandou uma lista dos livros sagrados para Exuperius, um bispo gaulês.
Entretanto, como lembra F. F. Bruce, os livros do Novo Testamento não se tornaram escritos revestidos de autoridade para a igreja porque foram formalmente incluídos em uma lista canônica; pelo contrário, a igreja incluiu-os no cânon porque já os considerava divinamente inspirados, reconhecendo neles o valor inato e a autoridade apostólica direta ou indireta. Assim, por volta do século IV, já havia uma unanimidade no Ocidente sobre o cânon do Novo Testamento; O Oriente, com poucas exceções, havia entrado em concordância sobre a questão do cânon por volta do século V. A única resistência estava relacionada ao livro do Apocalipse. Não obstante, uma articulação dogmática completa do cânon não foi feita até 1546 no Concílio de Trento para o Catolicismo Romano; e em 1563 nos Trinta e Nove Artigos da Igreja da Inglaterra; Em 1647 na Confissão de Fé de Westminster para o calvinismo; E finalmente em 1672 no Sínodo de Jerusalém para ortodoxia grega.

## Autoria
Por ser uma coleção de livros, o Novo Testamento foi escrito por vários autores. A visão tradicional é que esses livros foram escritos ou por apóstolos, como Mateus, João, Pedro e Paulo; ou por discípulos que trabalharam sob a direção desses apóstolos, como Marcos e Lucas. Todos esses escritores dos livros do Novo Testamento eram judeus, com exceção de Lucas. Três deles, Mateus, João e Pedro, faziam parte do grupo dos apóstolos de Jesus. Outros autores do Novo Testamento, como Marcos, Judas e Tiago foram ativos na igreja primitiva. Os três também já tinham contato com o grupo de apóstolos mesmo antes da morte de Jesus. Lucas e Paulo, embora não tenham sido testemunhas oculares da vida de Cristo, eram bem conhecidos daqueles que o foram. Nada se sabe sobre o autor de Hebreus.

### Epístolas Paulinas
Treze das epístolas foram escritas pelo apóstolo Paulo. Alguns estudiosos aceitam apenas sete como autênticas. Entre essas cartas estão incluídas Romanos, I e II Coríntios, Gálatas, Filipenses, I Tessalonicenses e Filémon. Os outros livros do novo testamento, para os estudiosos liberais, foram escritos por pessoas que estavam próximas do apóstolo Paulo.
Entretanto, boa parte dos estudiosos concordam que as 13 epístolas que levam a autoria de Paulo, foram escritas ou ditadas por ele. F F Bruce afirma que "já se foi o tempo em que se ousava negar a autenticidade e a autoria desses documentos". Algumas dessas epístolas paulinas mostram claramente que foram ditadas por Paulo e escritas por um escriba: o livro de Romanos foi escrito por Tércio (Romanos 16:22) e o livro de I Coríntios parece ter sido escrita por Sóstenes (I Coríntios 1:1).
Das treze epístolas que levam o nome de Paulo, três foram escritas no fim de sua prisão em Roma. I e II Timóteo e a carta de Tito são conhecidas como epístolas pastorais. As outras dez são conhecidas como epístolas de viagem, porque foram escritas nas viagens missionárias do apóstolo Paulo.

### Hebreus
A Epístola aos Hebreus constitui o maior problema de autoria do Novo Testamento. Na verdade, a questão sobre a autoria de Hebreus é antiga, remontando ao século III.
O escritor eclesiástico Caio não considerava Hebreus como sendo escrita por Paulo. Orígenes afirmava que
| “ | se pois alguma igreja considera essa epístola proveniente de Paulo, que seja louvada por isso, pois tão pouco esses homens da antiguidade a transmitiram como tal sem causa; mas só Deus sabe quem realmente escreveu essa epístola”. | ” |

Eusébio declarou que Clemente de Alexandria afirmava que essa epístola foi escrita por Paulo em hebraico, e traduzida para o grego por Lucas. Já Tertuliano atribuía a autoria a Barnabé; e Apolo foi uma sugestão de Martinho Lutero.
Entretanto, a única certeza que se tem é que o autor não era discípulo imediato de Cristo (Hebreus 2:3). Era judeu, uma vez que empregava a primeira pessoa do plural para se referir ao seu público judaico. Era amigo de Timóteo e pertencia ao círculo paulino (Hebreus 13:23). Além disso, era muito versado no Antigo Testamento, fazendo uso da versão grega da Septuaginta (LXX).

### Evangelhos
Os evangelhos sinóticos (Mateus, Marcos e Lucas), tem uma inter-relação única. Eles descrevem muitos dos mesmos acontecimentos e atribuem a Jesus palavras semelhantes ou iguais. A visão dominante entre os estudiosos para explicar essa inter-relação é a hipótese das duas fontes. Esta hipótese propõe que Mateus e Lucas estruturaram seus evangelhos de forma significativa sobre o Evangelho de São Marcos; e outra fonte que continha os ditos de Jesus, conhecida como "Q" (derivado de quelle, palavra alemã para "fonte"). A natureza e até mesmo a existência de uma fonte escrita contendo esse material partilhado por Mateus e Lucas e designada como Q tem sido questionada por alguns estudiosos, alguns dos quais propuseram a hipótese de variantes a fim de nuançar ou mesmo acabar com a fonte Q.
Os estudiosos que reconhecem a existência de Q argumentam que este era um documento único de escrita, enquanto alguns sugerem que o "Q" foi realmente um número de documentos ou tradições orais. Se fosse uma fonte documental, não há informações sobre o seu autor ou autores, e é praticamente impossível obter essa informação a partir dos recursos atualmente disponíveis.

## Data da composição
Embora não se tenha nenhum dos documentos originais, mas tão somente manuscritos dos séculos posteriores, de modo geral acredita-se que os livros do Novo Testamento teriam sido escritos no século I da era comum. As datas exatas de escrita dos livros propostas por pesquisadores possuem variações. Alguns consideram que o Novo Testamento praticamente completo (com exceção de Apocalipse) já estava escrito antes do ano 70, com alguns livros tendo sido escritos apenas alguns anos após os eventos que narram. De outro lado estão pesquisadores que consideram que todos os livros do Novo Testamento foram escritos bem depois dos acontecimentos relativos à morte de Jesus.
Apesar do Evangelho de Mateus figurar como o primeiro livro do Novo Testamento bíblico, é de maneira geral aceito entre pesquisadores que este não foi o primeiro a ser escrito, nem entre os evangelhos e quanto às demais obras. Isto porque o Evangelho mais antigo teria sido o de Marcos, cuja data de escrita costuma ser calculada entre os anos 55 d.C. e 65 d.C. e pode ter servido de fonte para Lucas e Mateus ampliarem as informações sobre a vida de Jesus na terra, embora contenha 31 versículos a mais relativos a outros milagres não relatados pelos demais evangelistas.
Todavia, supõe-se que os livros mais antigos teriam sido as epístolas de Tiago e de Paulo aos gálatas, cuja época teria sido, aproximadamente, em torno do ano 49 da era comum, antes do Concílio de Jerusalém.
Já os últimos livros a serem escritos têm a sua autoria atribuída ao apóstolo João e seriam o seu Evangelho, as três epístolas e o Apocalipse. Este, por volta do ano 95 da era comum, em Patmos, no período da perseguição do imperador Domiciano.
Importante observar que o período que pode ter sido o de maior produção dos escritos do Novo Testamento corresponderia à década de 60 do século I, talvez como uma iniciativa de preservar as informações sobre as origens do cristianismo na época das perseguições de Nero, quando a maioria dos apóstolos foram martirizados, entre os quais Pedro e Paulo.
Por outro lado, as epístolas de Paulo foram muito utilizadas pelo apóstolo para fins de comunicação com as comunidades cristãs e com os pregadores durante os tempos de suas viagens missionárias e na época de Nero. Algumas cartas, como a epístola aos gálatas teriam sido bem antes da primeira perseguição aos cristãos do Império Romano. Outras teriam sido após os últimos relatos que constam no livro de Atos.

## Manuscritos do Novo Testamento

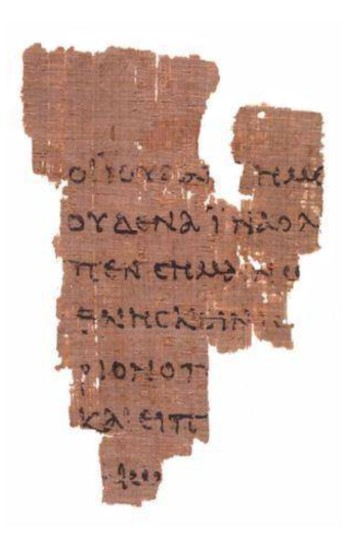
Fragmento do Papiro P52 ou Rylands Library Papyrus, que contém cinco versículos do Evangelho de João (18.31-33,37,38). Ele é datado entre 117-138 d.C.

Como outras literaturas da antiguidade, o texto do Novo Testamento era (antes do advento da imprensa) preservado e transmitido em manuscritos. De acordo com a última contagem, existem cerca de 5.700 manuscritos gregos do Novo Testamento. Além disso, existem mais de nove mil manuscritos em outras línguas (siríaca, copta, latim, árabe). Alguns desses manuscritos são Bíblia completas, outros são livros ou páginas, e somente alguns são apenas fragmentos.
O Novo Testamento foi escrito em letras de imprensa, conhecidas pelo nome de Unciais (ou maiúsculas). A partir do século VI esse estilo caiu em desuso, sendo gradualmente substituído pelos manuscritos chamados minúsculos. Esses predominaram no período que vai do século IX ao XV.
O Rylands Library Papyrus ou Papiro P52 é geralmente aceito como o mais antigo registro sobrevivente de um livro que viria a ser o Novo Testamento. É datado em algum momento entre 117 d.C. e 138 d.C.. A parte frontal desse papiro contém as linhas do Evangelho de João (João 18:31–33). No verso estão registrados os versículos 37 e 38. Os manuscritos do Novo Testamento são divididos em três categorias: papiros, unciais e minúsculos. O que os diferencia são suas características diferenciadas.

### Papiros
Esses manuscritos datam do século II e III. Eles foram escritos quando o cristianismo ainda era ilegal e as cópias do Novo Testamento eram feitas no material mais barato possível. Atualmente, existem cerca de 26 manuscritos do Novo Testamento em papiro.
Como esses textos surgiram apenas uma geração depois dos autógrafos originais, eles são valiosíssimos para a montagem do texto original através da critica textual do Novo Testamento. O fragmento P52, por exemplo, faz parte dessa categoria.
Outros documentos valiosos são o P45, P46 e o P47, conhecidos como Papiros Chester Beatty (250), consistem de três códices que abrangem a maior parte do Novo Testamento.
P45 – são trinta folhas de um códice de papiro que contém os evangelhos e Atos;
P46 – traz a maior parte das cartas de Paulo, bem como Hebreus, faltando, porém, algumas partes de Romanos, I Tessalonicenses e e todas II Tessalonicenses;
P47 – Contem partes do Apocalipse.
A mais importante descoberta de papiros do Novo Testamento são os Papiros Bodmer (175-225). Eles compreendem o P66, o P72 e oP75.
P66 (200 d.C.) - contém algumas porções do evangelho de João;
P72 (século III) – É a mais antiga cópia de Judas e de I e II Pedro que se conhece; contém vários livros, alguns canônicos e outros apócrifos;
P75 (175-225 d.C.) – contém Lucas e João em unciais cuidadosamente impressos, com toda clareza. É a mais antiga cópia de Lucas que se tem noticia.

## Autoridade
Todas as igrejas cristãs aceitam o Novo Testamento como parte de suas Escrituras Sagradas. Entretanto, os vários ramos do cristianismo diferem em sua compreensão da natureza, extensão e relevância da Autoridade do Novo Testamento.
Geralmente, o papel que uma vertente cristã tem do Novo Testamento como Autoridade depende muito do conceito de inspiração, que está relacionado com o papel de Deus na formação do Cânon Bíblico. Assim, quanto maior o papel de Deus na doutrina da inspiração, mais se aceita a doutrina da inerrância bíblica e/ou da Bíblia como regra de fé e prática.
As condições para definir esses termos são difíceis, visto que muitas pessoas as usam indiferentemente ou com significados muito diferentes. Aqui, utilizaremos os termos da seguinte forma:
- Infalibilidade diz respeito à legitimidade absoluta da Bíblia em questões de doutrina.
- Inerrância diz respeito à legitimidade absoluta da Bíblia em afirmações de fatos científicos e históricos. Em outras palavras, a Bíblia não possui erro de natureza nenhuma.
- Fonte Ética diz respeito à legitimidade da Bíblia em questões de moral, fé e prática.

Todos esses conceitos dependem de seu correto significado para pressupor de que o texto da Bíblia foi interpretado de maneira certa. Assim, partindo de um dos pressupostos acima, tem-se um panorama da hermenêutica do texto que leva em consideração a intenção do autor que escreveu, quer seja literal, histórica, alegórica, simbólica ou poética. A doutrina da inerrância, por exemplo, é entendida de várias formas, de acordo com o peso dado pelo intérprete.

### Catolicismo e ortodoxia oriental
Tanto para a Igreja Católica quanto para Igreja Ortodoxa Oriental, existem dois tipos de revelações: a Bíblia e a Tradição. Ambos são interpretados pelos ensinamentos da igreja.
Na terminologia católica, o ofício de ensinar é chamado de Magistério (do latim magistra). Na terminologia Ortodoxa a autêntica interpretação da Escritura e da Tradição é limitada ao Direito Canônico dos concílios ecumênicos. Ambas as fontes de revelação são consideradas necessárias para a boa compreensão dos princípios da fé. A visão da Igreja Católica está claramente expressa em seu Catecismo (1992):
§ 83: Como resultado, a igreja, para quem a transmissão e interpretação de Apocalipse foi confiada, não deriva a sua certeza sobre todas as verdades das Sagradas Escrituras sozinha. Tanto a Escritura quanto a Tradição devem ser aceitas e honradas com igual sentimento de devoção e reverência.
§ 107: Os livros inspirados ensinam a verdade. Desde que tudo o que os autores inspirados afirmam deve ser considerado como afirmado pelo Espírito Santo, temos de reconhecer que os livros da Escritura firmemente, fielmente e sem erro de ensinar a verdade que Deus, por causa da nossa salvação, quis ver confidenciou a Sagrada Escritura.

### Protestantismo
Os protestantes defendem a doutrina do sola scriptura, cujo significado em latim é "somente a Bíblia". Eles acreditam que a regra de fé, prática e a interpretações devem levar em consideração exclusivamente os ensinamentos das Escrituras. A tradição não é fonte de autoridade para o protestantismo.
Como a autoridade das denominações protestantes derivam exclusivamente da Bíblia, suas doutrinas estão sempre abertas a reavaliações. Essa abertura à revisões doutrinárias deu base para as tradições protestantes liberais reavaliarem as doutrinas da Escritura em que a Reforma foi fundada. Os membros dessa tradição chegam a questionar se a Bíblia é infalível em questões doutrinarias, se é inerrante em outras declarações factuais e históricos e se Ela tem autoridade divina única. As adaptações feitas pelos protestantes modernos a sua doutrina das Escrituras varia muito de denominação para denominação.

### Protestantes e evangélicos fundamentalistas
Alguns evangélicos americanos conservadores acreditam que as Escrituras tem sua origem da união entre o Divino e o humano: humanos em sua composição; e divino em sua fonte que é Deus. Os evangélicos acreditam que o Espírito Santo guiou (iluminou) os escritores da Bíblia de tal forma que eles não escreveram nada contrário à verdade. Os cristãos fundamentalistas também aceitam a autoridade da Bíblia para questões morais, éticas e científicas.
Para os evangélicos fundamentalistas isso se aplica especialmente a questões como ordenação de mulheres, aborto, evolução e homossexualidade. No entanto, embora a maioria dos protestantes se posicionem contra essas questões, um número cada vez maior do protestantismo está cada vez mais dispostos a considerar que as opiniões dos autores bíblicos são culturalmente condicionado. Essa ala do protestantismo argumenta que há espaço para mudanças juntamente com as normas culturais e os avanços científicos.
A maioria dos cristãos fundamentalistas e dos evangélicos professam a crença na inerrância da Bíblia, ou seja, que os autógrafos originais das Escrituras Sagradas não possuem qualquer tipo de erro.
Já os protestantes mais liberais evitam interpretações da Bíblia que contradiz diretamente as afirmações científicas que são geralmente aceites de fato. Eles não imputam erro aos autores bíblicos, mas entendem que as pessoas que escreveram a Bíblia tinham em mente determinadas intenções literárias que poderiam dar credibilidade para o progresso humano no conhecimento do mundo ao mesmo tempo em que aceitavam a inspiração divina das Escrituras.
Para os que acreditam na inerrância da Bíblia, a Declaração de Chicago sobre a Inerrância Bíblica (1978) formalizou as visões evangélicas sobre esta questão. Em resumo, essa declaração afirma que a Bíblia é:
| “ | total e verbalmente dada por Deus, sem erro ou falha em tudo o que ensina, quer naquilo que afirma a respeito de Deus que atuou na criação, quer seja sobre os acontecimentos da história mundial e sobre a sua própria origem literária dada pela Inspiração do Espirito Santo, que em seu testemunho nos concedeu a graça salvadora de Deus na vida individual. | ” |